# Megasport-Arena
Die Megasport-Arena (russisch Ледовый дворец спорта на Ходынском поле, Transkription Ledowy dworez sporta na Chodynskom pole) auf dem Chodynkafeld ist eine Mehrzweckhalle in der russischen Hauptstadt Moskau. Die Ende 2006 fertiggestellte Arena bietet bis zu 13.926 Zuschauern Platz.

## Geschichte
Nachdem jahrzehntelang in der größten Stadt Russlands keine neuen größeren Sporthallen gebaut wurden – die „alten“ stammen noch aus der Zeit der Sowjetunion – beschloss die Stadtregierung nach der Vergabe der Eishockey-Weltmeisterschaft 2007 nach Russland eine Multifunktionshalle zu bauen.
Baubeginn war im November des Jahres 2005, die offizielle Eröffnung der Arena erfolgte am 15. Dezember 2006. Die Ränge und Logen verfügen über eine Kapazität von 12.126 Sitzplätzen, zusätzlich können im Stadion-Innenraum bis zu 1.800 weitere Sitzplätze geschaffen werden.

## Nutzung
Die Halle wird hauptsächlich von Basketball- und Eishockeymannschaften genutzt. 2007 war die Arena gemeinsam mit der Mytischtschi-Arena  Austragungsort der 71. Eishockey-Weltmeisterschaft der Herren, welche in Russland stattfand. Zudem wurde das Final Four-Turnier der CEV Champions League 2006/07 in der Arena ausgetragen, bei dem Tours Volley-Ball dem VfB Friedrichshafen im Finale unterlag. Im Januar 2008 trug der PBK ZSKA Moskau ein Euroleague-Spiel in der Arena aus, das mit knapp 13.000 Zuschauern fast ausverkauft war. Seit 2007 ist die Arena zudem Austragungsort des Cup of Russia im Eiskunstlauf. Am 13. Oktober 2007 war die Arena Schauplatz des Boxkampfes zwischen dem Russen Sultan Ibragimow und dem US-Amerikaner Evander Holyfield. Im Jahr 2011 fand die Eiskunstlauf-Weltmeisterschaft dort statt. 2018 finden die europäischen Titelkämpfe in der Halle statt.
Des Weiteren wird die Halle für Konzerte genutzt.

## Galerie

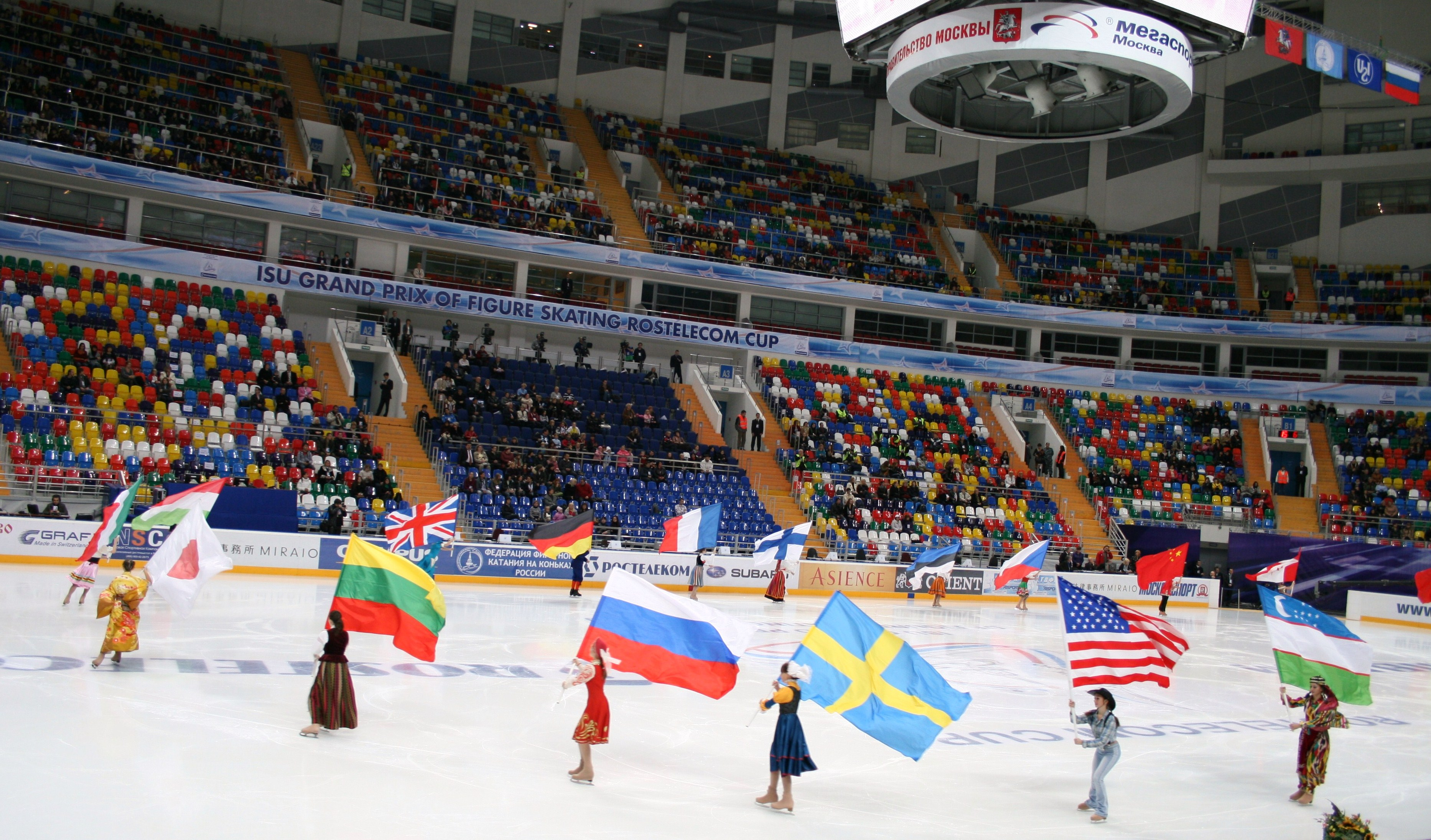
Der Innenraum während des Cup of Russia 2009
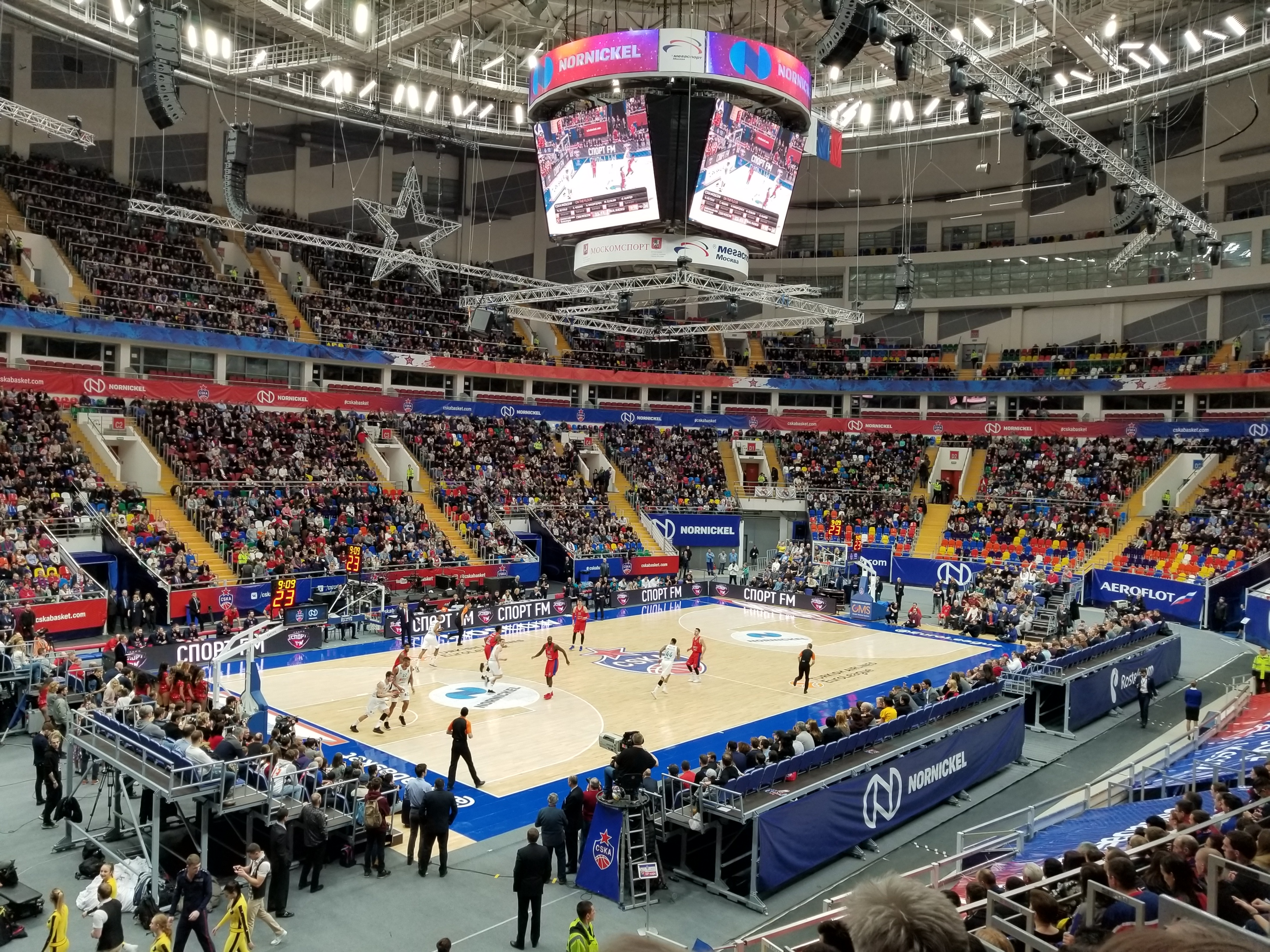
Basketballspiel zwischen dem ZSKA Moskau und Real Madrid in der Megasport-Arena am 1. Februar 2018